# لیودینوفو
شهر لیودینوفو (به روسی: Людиново) در کشور روسیه و در اوبلاست کالوگا واقع شده‌است.